# Вульфхельм
Вульфхельм (англ. Wulfhelm; умер 12 февраля 941) — 21-й архиепископ Кентерберийский (926—941).

## Биография
Вульфхельм в 923 году стал преемником Ательма на епископской кафедре Уэллса, а в 926 году, после смерти того же Ательма, стал архиепископом Кентерберийским. В 927 году совершил поездку в Рим, предположительно для получения паллиума.
В законах короля Этельстана, например, в кодексе, подготовленном в Грейтли (Хэмпшир), Этельстан говорит о том, что советовался с Вульфхельмом. Однозначно утверждать, что архиепископ участвовал в законотворчестве короля, невозможно, но факт его постоянного присутствия в королевских советах позволяет говорить о важной роли Вульфхельма при дворе. 
Единственным советом, прошедшим в отсутствие Кентерберийского архиепископа, был совет в Уиттлбери, но и тогда король отправил к нему в качестве нарочного епископа Теодреда с предложением сообщить мнение о целесообразности увеличения минимального возраста применения смертной казни до 15 лет. В итоге такое решение было принято.
Этельстан передал в дар Кентербери два роскошных издания Евангелия, что можно считать свидетельством признания связи между королём и архиепископом. Одна из этих книг была привезена из Ирландии, другая — из Лотарингии или Германии, и могла быть подарена королю Этельстану в 929 году во время переговоров о браке его сестры Эдит с Оттоном, будущим королём Германии и первым императором Священной Римской империи. К периоду этих переговоров также относятся записи в гостевых книгах нескольких европейских монастырей (Святого Галла, Райхенау) о пребывании в них Вульфхельма. Другим свидетельством связи архиепископа с Европейским континентом может служить запись в лотарингском Евангелии стихотворения, сделанная каролингским минускулом, самый ранний пример этого шрифта в Англии. Вероятно, в окружении архиепископа имелись люди, владевшие континентальным искусством каллиграфии.
Вульфхельм умер 12 февраля 941 года.